# نهائي كأس فرنسا 2020
نهائي كأس فرنسا 2020 هي مباراة كرة قدم بين باريس سان جيرمان وسانت إتيان على ملعب فرنسا لتحديد الفائز بكأس فرنسا 2019–20. كان من المقرر إجراء المباراة النهائية في 25 أبريل، ولكن تم تأجيلها إلى 24 يوليو بسبب المخاوف من جائحة فيروس كورونا في فرنسا.
في 28 أبريل 2020، أعلن رئيس الوزراء –آنداك– إدوار فيليب عن حظر جميع الأحداث الرياضية في فرنسا، بما في ذلك تلك التي تُلعب خلف الأبواب المغلقة، حتى سبتمبر. كان اتحاد فرنسا لكرة القدم يدرس ما إذا كان من الممكن إعادة جدولة نهائي كأس فرنسا عندما يُسمح بإعادة الأحداث. في 26 يونيو، وأعلن الاتحاد أنه تم تأجيل المباراة النهائية إلى 24 يوليو.
فاز باريس سان جيرمان في المباراة النهائية بنتيجة 1–0 ليحصل على لقبه الثالث عشر في كأس فرنسا.

## الخلفية
كان باريس سان جيرمان في وصيف نسخة العام الماضي، بعد أن خسر نهائي 2019 أمام رين في ركلات الترجيح بعد التعادل 2–2 في الوقت الإضافي.
وصل سانت إتيان إلى المباراة النهائية هذا العام، بعد أن خسر في دور الـ32 من نسخة العام الماضي أمام ديجون. كانت هذه هي المرة الأولى التي وصلوا فيها إلى المباراة النهائية منذ عام 1982، وهو النهائي الذي خسروه أمام باريس سان جيرمان أيضًا.

## الطريق للنهائي
| باريس سان جيرمان | باريس سان جيرمان | الجولة            | سانت إتيان         | سانت إتيان |
| ---------------- | ---------------- | ----------------- | ------------------ | ---------- |
| الخصم            | النتيجة          | كأس فرنسا 2019–20 | الخصم              | النتيجة    |
| ليناس مونتليري   | 6–0 (خ)          | دور الـ64         | إف سي باستيا بورجو | 3–0 (خ)    |
| لوريان           | 1–0 (خ)          | دور الـ32         | باريس              | 3–2 (خ)    |
| باو              | 2–0 (خ)          | دور الـ16         | موناكو             | 1–0 (خ)    |
| ديجون            | 6–1 (خ)          | ربع النهائي       | إيبينال            | 2–1 (خ)    |
| ليون             | 5–1 (خ)          | نصف النهائي       | رين                | 2–1 (د)    |

ملاحظة: د = داخل الأرض، خ = خارج الأرض

## تفاصيل المباراة
| باريس سان جيرمان | 1–0   | سانت إتيان |
| ---------------- | ----- | ---------- |
| - نيمار 14'      | تقرير |            |